# Wohlfahrtia erythrocera
Wohlfahrtia erythrocera är en tvåvingeart som beskrevs av Villeneuve 1910. Wohlfahrtia erythrocera ingår i släktet Wohlfahrtia och familjen köttflugor. Inga underarter finns listade i Catalogue of Life.